# Landulf al IV-lea de Benevento
Landulf al IV-lea (d. 13 iulie 982) a fost principe longobard de Benevento între 968 și 981 (ca asociat al tatălui său), principe de Capua (sub numele de Landulf al VI-lea) între aceiași ani (ca asociat) și apoi între 981 și 982 și duce de Spoleto între 977 și 978 (ca asociat) și între 981 și 982 ca duce unic.
Landulf era fiul lui Pandulf Cap de Fier, care l-a asociat la domnie în Capua, Benevento și Salerno, în condițiile în care fratele lui Pandulf, principele Landulf al III-lea de Benevento și al V-lea de Capua a murit, iar drepturile de moștenire ale fiului acestuia, Pandulf, au fost încălcate, iar teritoriile au fost acordate lui Landulf, ca asociat.
În 969, Pandulf Cap de Fier a fost capturat în bătălia de la Bovino. Strategos-ul bizantin de Bari, Eugenius, a cucerit orașul Avellino și a supus asediului Capua, apoi și Benevento. Mama lui Landulf, Aloara de Capua și arhiepiscopul Landulf I de Benevento, au preluat guvernarea în numele lui Landulf, apărând orașul în fața bizantini. În 977, după eliberarea tatălui său, Landulf s-a raliat acestuia într-o expediție de apărare a Montecassino împotriva raidurilor contelui Bernard de Alife.
La moartea lui Pandulf Cap de Fier din martie 981, marele principat longobard constituit de acesta a fost divizat: Landulf, fiul cel mare, a primit Capua, Benevento și Spoleto, iar Pandulf, cel de al doilea fiu, a obținut Salerno. Cu toate acestea, împăratul Otto al II-lea, care se afla în sudul Italiei în acel moment, pentru a lupta împotriva sarazinilor, l-a deposedat în 982 pe Landulf Ducatul de Spoleto, pe care l-a oferit lui Thrasimund al IV-lea, duce de Camerino conte de Penne. Curând după aceea, Landulf a fost nevoit să recunoască și divizarea dintre Capua și Benevento, care fuseseră unite încă din 899. Vărul său, depusul Pandulf, a devenit principe de Benevento, probabil ca urmare a unui act de supunere față de Imperiu. Din acel moment, Landulf a rămas doar cu titlul de principe de Capua, calitate în care a sprijiniz reforma cluniacensă și a întemeiat biserica Sfintei Cruci din Caiazzo. El s-a alăturat fratelui său depus, Pandulf, în Calabria, unde au luptat alături de Otto contra musulmanilor. Amândoi au murit în bătălia de la Stilo din 13 iulie 982.
Landulf a fost succedat în Capua de către fratele său mai tânăr, Landenulf al II-lea, aflat sub regența mamei lor, Aloara.